# Horizons 2
O Horizons 2 é um satélite de comunicação geoestacionário construído pela Orbital Sciences Corporation (OSC) que está localizado na posição orbital de 85 graus de longitude leste e é operado através da Horizons Satellite LLC uma joint venture entre a Intelsat e a JSAT. O satélite foi baseado na plataforma Star-2 Bus e sua vida útil estimada é de 15 anos.

## História
A Orbital Sciences Corporation anunciou no final de agosto de 2005, que a Horizons Satellite LLC, uma joint venture 50/50 entre a PanAmSat Corporation (que posteriormente foi incorporada pela Intelsat) e JSAT Corporation (que em 2007 fundiu-se com a SKY Perfect Communications e a Space Communications Corporation, resultando na criação da SKY Perfect JSAT Group), ordenou a construção de um satélite de comunicações geoestacionário, que foi baseado na plataforma Star-2, pequeno satélite da Orbital. O mesmo leva o nome Horizons 2 e foi lançado em um slot orbital licenciado pela PanAmSat em 74 graus de longitude oeste sobre os Estados Unidos, onde substituiu o SBS-6. O contrato exigia um cronograma de 22 meses para entrega do satélite. Os termos financeiros do contrato não foram divulgados.

## Lançamento
O satélite foi lançado com sucesso ao espaço no dia em 21 de dezembro de 2007, às 21:42 UTC, por meio de um veículo Ariane 5GS a partir do Centro Espacial de Kourou, na Guiana Francesa, juntamente com o satélite RASCOM-QAF 1. Ele tinha uma massa de lançamento de 2350 kg.

## Capacidade e cobertura
O Horizons 2 está equipado com 20 transponders de banda Ku ativos para fornecer serviços à Europa e Ásia.